# Старосемейкино (село)
Старосеме́йкино — село в Красноярском районе Самарской области, входящее в городское поселение Новосемейкино.
Железнодорожная платформа Старосемейкино.

## География
Старосемейкино находится на реке Сок. Рядом с селом проходит трасса М5 «Урал».

## Инфраструктура
Подведён газ, электричество.
Отделение почтовой связи № 446398

## Образование
В селе имеется общеобразовательная школа. В школе учатся 72 учащихся, с которыми работают 10 учителей. Обучение ведется с 1 по 9 класс.
В здании школы функционирует детский сад «Капитошка».

## Известные жители и уроженцы
- Глухов, Александр Александрович (1908—1977) — Герой Социалистического Труда.

## История возникновения села
Версия первая, самая древняя.
Семейкинская поляна была названа по имени Семейки Кольцова. Это казак, реальное историческое лицо, упоминаемое в некоторых документах и художественных произведениях. Он был одним из 400 первых строителей и поселенцев Самарской крепости, призванных князем Засекиным. После строительства крепости казаки объезжали окрестности, ведя дозор за ногайцами, и на поляне возле леса, где ныне располагается село Старосемейкино, находилось сторожевое место Семейки Кольцова.
Такой точки зрения придерживается Гурьянов Е. Ф.:
«Возле города Куйбышева память о волжских казаках хранят места с именами их атаманов: „Семейкина поляна“, ныне село Старо-Семейкино, — по имени атамана Семейки Кольцова… Богдан Барабоша и служивый казацкий атаман Семейко Кольцов давно, ещё в годы Ивана Грозного (семидесятые годы XVI века), не только знали друг друга, но и были соседями по расположению своих станов в местах Барбошина поляна (ныне Поляна имени Фрунзе) на территории Куйбышева и у села Старое Семейкино (бывшей Семейкиной поляне) на левом берегу реки Сока» [5, с.36].
Версия вторая, самая популярная.
Исследуя интернет-ресурсы, мы обнаружили следующую версию:
«Год создания села 1750. Основано беглыми крепостными крестьянами. Изначально семьи переселенцев обосновались на Мордовой поляне в лесу. После отмены крепостного права семьи Вдовиных, Лаптевых и Жирновых спустились к реке Сок, к месту современного расположения села. Название населённый пункт получил от слов „старая семья“».
Эта версия является самой распространенной. Автором её, по-видимому, является самарский краевед Юрий Михеев. Именно на него ссылаются немногочисленные сайты, где упоминается Мордова поляна:
«В середине XVIII века, в глубине девственного дубового леса, на большой поляне с множеством родников поселились беглые крепостные. Отчаявшиеся крестьяне бежали от своих помещиков из Пензенской и Симбирской губерний. Жили в землянках, промышляли охотой, собирательством и рыбной ловлей. Лес щедро одаривал беглецов ягодами, орехами, желудями и грибами. Часть добычи сразу шла в „общий котел“, другая — тайно продавалась или обменивалась в Самаре на хлеб, одежду, домашнюю утварь. Поселенцев объединяли общий язык (в основном это была мордва), общие трудности и беды, необходимость скрываться от гонителей. Они были дружными и сплоченными, как единая семья. В 1861 г. было отменено крепостное право. Первой (по данным местного краеведа Ю. И. Михеева) решилась выйти из леса и обосноваться на самом берегу Сока большая семья Тимофея Лаптева, за ней — рода Вдовиных, Жирновых и Мезенцевых. За ними потянулись и остальные. Покинутое лесное селище до сих пор стали именовать „Мордовской поляной“, а новое пристанище, по общему согласованию, было названо „Старая Семья“, или „Старое Семейкино“ (в честь большой старой и монолитной семьи его основателей — Лаптевых)» [6].
Краевед С. А. Ильинский в книге «Управленческий: история поселка Управленческий» пишет:
«На этой поляне, расположенной в верховьях оврага, выходящего к Красной Глинке, жили люди. Судя по названию, это было мордовское поселение. Здесь есть вода. По склону оврага били родники, и протекал по ложбине ручеек. Были расчищены от леса большие площади. Во время войны здесь было Лесничество и небольшой поселок при нём. В поселке стоял большой дом конторы Лесничества. Стоял дом лесника с надворными постройками. Для рабочих лесничества были построены два одноэтажных дома на 6 семей каждый. Был колодец, баня. За домами были разбиты огороды. Дальше за огородами на больших полянах сеяли пшеницу и ячмень. На лугах паслись коровы и козы. В огороде бегали куры. Дорога с Мордовой поляны на Управленческий петляла по лесу, через овраг был переброшен мост. Она выходила в район нынешнего 3-го участка. Мимо Мордовой поляны проходила дорога на Старосемейкино и поселок Красная Глинка. Лесничество занималось заготовкой леса для строительства и заготовкой дров для жителей Городка. После войны лесничество было переведено в Управленческий городок. Ещё какое-то время на Мордовой поляне сажали огороды, потом их забросили, дома развалились. Лесники засадили пустоши и поляны лесными насаждениями, на двух полянах посажены сосны. Осталась небольшая поляна в том месте, где раньше стояли дома» [7, с. 198].
Координаты поляны N 53° 22.998' E 50° 14.907', взяты с сайта «Гео-кэшинг» [8].
В 2023 году на Мордовой поляне активистами и учениками школы была установлена памятная табличка:
Школьники на Мордовой поляне
Версия о том, что Семейкина поляна была более-менее обитаема уже в середине XVIII века, подтверждается официальными документами. Приведем сведения, указанные в книге «Мордва Самарского края: история и традиционная культура»: «Заметные группы мордовского населения продолжали прибывать в Заволжье в третьей четверти XVIII в., что подчеркивало привлекательность и перспективность этих мест для более интенсивного аграрного освоения. Так, обитатели малоземельных деревень на Самарской Луке стали осваивать Семейкинский лес с окрестными степными участками к северу от Самары. Городские жители Самары, считавшие эти земли своими, стали жаловаться местным властям: „…из мордвы новокрещены в тех же наших общих дачах при реке Соку и Семейкинском лесе поселились… где, уже имея жительство, землю под хлеб пашут, сено косят и всякой лес пустошат“. Горожане требовали вернуть мордву в прежние места жительства. Однако основатели „новопоселенной“ д. Семейкиной поставили администрацию уезда в известность о переселении, исправно платили подати. Власти Самарского уезда были довольны тем, что число налогоплательщиков увеличилось и не стали отзываться на жалобы горожан. В 1762 г. при проведении 3-й ревизии жители были отмечены и переписаны только в трех селениях Самарского уезда на левом берегу Волги: самой Самаре, Алексеевске — её пригороде и в упомянутой деревне… После 3-й ревизии Семейкинская сельская община продолжала принимать переселенцев, благо земли и угодий было в достатке. В 1764 г. подали просьбу о вселении туда 125 душ муж. пола новокрещен из мордвы нескольких селений Пензенского уезда, которые ушли из родных мест „за малоимением при тех их жительствах земли“. Сами семейкинские жители дали на это свое согласие» [9, с. 79-80].
Жалоба самарских городских жителей на поселенцев содержится в «Наказе жителей города Самары» [10, с. 461]. Ниже приведен отрывок из Наказа, который содержит то самое упоминание о Семейкино:
отрывок из Наказа жителей города Самары.png
Согласие жителей Семейкиной деревни на переселение мордвы из Пензенской губернии в количестве 125 душ мы нашли в Российском государственном архиве древних актов [11, с. 546—548]; ниже показано начало первой страницы документа:
Согласие_жителей_Семейкиной_деревни.png
Версия третья, экспедиционная.
В нашем распоряжении есть исторические свидетельства о ещё более раннем заселении Семейкиной поляны. Об этом нам рассказывают материалы Оренбургской экспедиции, предпринятой в 30-х — 40-х годах XVIII века в связи со строительством новой Закамской линии.
Так, В. Н. Татищеву (выдающийся государственный деятель, историк, инженер) царским повелением от 14 октября 1737 г. было поручено провести освидетельствование «сколько кому земель роздано и по каким указам и определениям и какими людьми поселены». Татищев доложил императрице Анне Иоанновне о существовании между Соком и Черемшаном новопоселенных неучтенных деревень.
«Сообщение Татищева о наличии селений на, казалось, пустых землях „между Соком и Черемшаном“ вызвало повеление Кабинета Министров Сенату, отданное 20 декабря 1737 г., послать в Самару „надежного человека“ для проведения более подробного следствия о „новопоселенных деревнях“. Выполнение такого поручения было возложено на полковника Давыдова. Уже самое начало деятельности его комиссии показало, что сведения, которыми располагали власти, были далеко не полными, о чём он и доложил: „1738 году октября 15-го дня по наезду моему сверх данной мне от тайного советника господина Татищева ведомости явилась новопоселенная деревня Семейкина Поляна расстоянием от Самары в двадцати шести верстах.., а в ней крестьянских три двора“. Деревня, которая возникла в 1734 или в 1735 году, оказалась заселена беглыми и скрывавшимися от переписи и уплаты податей людьми. В ней оказались сын „польской нации“ уроженец г. Вильны (Вильнюса) Е. П. Рубцовский и сын дворцового крестьянина Ярославского уезда 3. Кузьмин. Оба они не были записаны в подушный оклад, за свою жизнь (первому было 50, второму 40 лет) неоднократно переходили с места на место, крестьянствовали или жили наймом в работники. Схожа была судьба и у третьего их соседа, беглого помещичьего крепостного Нижегородского уезда И. И. Ляпкова. Тот показал на допросе о себе следующее: „И в прошлых годех отец ево и с матерью ево и с ним бежали. И, бежав, пришли в Самарской уезд в село Михайловское, Аскула тож. И жили в том селе тритцать лет… И в том селе Аскуле он и отец ево в генеральную перепись в подушной оклад написаны того села с ясашными крестьяны. И том ныне восемь лет ис того села реченной помещик Иван Жедринской отца ево взял и вывез в вотчину свою в Казанской уезд Ногайской дороги в деревню Шмелевку. А он ис того села Аскулы з женою бежал и, збежав, ходил по разным местам четыре года…“. На новом месте они жили с семьями (у каждого было по два сына) и успели обзавестись небольшим хозяйством. Так, у Кузьмина была корова, немолоченой яровой пшеницы 2 телеги, а в земле посеяна 1 четверть. Столько же посеял и Ляпков, который к тому же имел лошадь, подтелка и овин яровой немолоченой пшеницы. Их всех поселил здесь „города Самары с приписью подьячей Иван Никитин сын Еремеев“.
Используя служебное положение, он принимал появлявшихся в Самаре беглых и „гулящих“ людей сначала в услужение на свой двор, а потом решил завести собственную деревню.
Еще одним обитателем деревни был приказчик Еремеева отставной солдат Ф. Васильев. Тот не только не представил документов, доказывавших законность владения крестьянами и землями, и квитанций о платеже подушного оклада, но и не знал об их наличии у хозяина» [12, с. 87-88].
Таким образом, на основании приведенных данных можем сделать следующие предположения: название местности «Семейкина поляна» было известно ещё в 1734 или 1735 году. Вряд ли такое название было дано теми тремя незадачливыми первыми поселенцами Рубцовским, Кузьминым и Ляпковым; скорее, поляна и лес рядом с ней были названы ранее обитавшими там людьми, и версия, что происхождение названия связано с Семейкой Кольцовым, вполне вероятна. Постепенно деревня пополнялась новыми людьми, и уже перепись 1762 года, то есть спустя четверть века, отмечает существование полноценной деревни Семейкина.
Версия четвёртая, чувашско-мордовская.
Страница из Ревизской Сказки 1762 года.png
Итак, деревня Семейкина была зафиксирована в 3 ревизии населения, проведенной в 1762 году. Соответствующий документ называется Ревизская Сказка [13, с. 150]. В ней содержится 14 страниц переписи жителей деревни Семейкина Самарского уезда.

Из этого документа можно узнать, сколько жителей мужского и женского пола, включая детей, проживали в Семейкино в эти годы, какой они были народности, из каких деревень брали жен, какие принимали имена после обращения в православную веру. 
Итак, чувашско-мордовская версия происхождения села: деревня Семейкино появилась около 1760 года, образована она была мордовскими и чувашскими крестьянами, которые поселились на Семейкиной поляне (уже носившей это название). В 1762 году население составляло 61 человек.
По ревизии 1762 года, Семейкина первоначально была заселена чувашами, пришедшими из чувашских деревень Самарской Луки. Ресурс «Все мы — Россия!» содержит информацию об истории расселения чувашского народа по территории Самарского края:
«Центральная часть Самарской Луки, где расположено большинство чувашских селений, осваивалось во второй половине XVII века. В этот период здесь возникло около десятка чувашских и мордовских селений: Брусяны, Березовый Солонец, Ширяевские Вершины, Кармалы, Севрюкаево и другие. <…> С середины XVIII века, перед третьей ревизией населения (1762—1766), часть чувашей выселилась на юг и восток Самарской Луки и за Волгу, где ими были основаны новые деревни Семейкино, Безводовка (Туйбахтино), Ижбулдина поляна (Брусяна)» [14].
Вполне вероятно, что на месте Семейкиной поляны давно существовало заброшенное чувашское поселение. Чуваши, спасаясь от набегов ногайцев и прочих кочевых разбойников, могли оттуда уйти на Самарскую Луку, в леса. В 1738 году оставленная деревня, в которой обосновались нелегальные поселенцы, была обнаружена Татищевым (точнее, царским полковником Давыдовым). А впоследствии, когда эти места стали более-менее охраняемы, туда вернулись чуваши. Интересно, что в Чувашской республике существует деревня с названием Симекейкасы. Симекей — это языческое чувашское мужское имя, а «касы» в переводе с чувашского означает «деревня, поселение». Почему бы не предположить, что Семейкина — это русифицированное название хутора Симекейкасы (деревня Симекея)?
Возникает вопрос: когда же появились в Семейкиной фамилии Вдовиных, Жирновых, Лаптевых, Мезенцевых?
Ответ на это дает сопоставление 9-й и 10-й переписей населения [15, 16]. Девятая общероссийская перепись населения началась в 1850 году, 10-я перепись — спустя 7 лет, в 1857. И если в переписи 1850 года мы видим в ревизской сказке только имена и отчества жителей деревни Старой Семейкиной, то в 1857 году впервые появляется фамилия (прозвание, прозвище). Требование указывать в ревизии имя, отчество и прозвание было в Уставе [17] к 9 и 10 ревизии.
Таблица 1 содержит имена глав семей, по двум переписям — 1850 и 1857 годов, с указанием их номеров в обеих Ревизских Сказках.
В ревизии 1850 года деревни Старая Семейкина указан Зот 29 лет сын Ильи. Через 7 лет в переписи 1857 года той же деревни Старая Семейкина под номером 21 записан Зот Ильин Чернов, умерший в 1853 году. Появляются и многие другие фамилии — Камаржин, Климкин, Очуваткин, Суркин, Булкин, Овчинников, Янькин и другие. Внимательное изучение Ревизских сказок дает нам возможность понять происхождение некоторых фамилий.
Очевидно, третье имя — это прозвище. Например, у Василия Кузьмина в переписи 1850 года указана жена Домна Петрова 56 лет; в переписи 1857 года её уже нет, а Василий Кузьмин приобретает фамилию Вдовин.
Иван Игнатьев (номер 24 в переписи 1850 года) получает фамилию Солдатов в переписи 1857 года; его сын Михайла отдан в рекруты в 1840 году и в переписи 1857 года Михайла не указан.
Устав о производстве.png
Устав о производстве 10 народной переписи.png

Как мы видим, версия о том, что после отмены крепостного права эти семьи вышли из леса и поселились на реке Сок, основав деревню Семейкину, не подтверждается, так как эти люди значились ещё в переписи 1850 года, а в переписи 1857 года они приобретают фамилии Вдовины, Жирновы, Лаптевы. Следует заметить, что прозвания «Мезенцев» нет в переписи вообще. 
1. ↑  Марченко Т.Н. Шмойлова И.С. Старосемейкино: от истоков к современности часть 1 (неопр.). — Самара: ООО "Порто-принт", 2024. — 74 с.